# Asaperda kani
Asaperda kani là một loài bọ cánh cứng trong họ Cerambycidae.